# بيز العليا (زلاغي الغربي)
بیز العلیا (بالفارسية: پز علیا) هي قرية تقع في إيران في قسم زلاغي الغربي الریفي. يقدر عدد سكانها بـ 235 نسمة .